# Hartly
Hartly es un pueblo ubicado en el condado de Kent en el estado estadounidense de Delaware. En el año 2000 tenía una población de 78 habitantes y una densidad poblacional de 520 personas por km².

## Geografía
Hartly se encuentra ubicado en las coordenadas 39°10′7″N 75°42′46″O / 39.16861, -75.71278.

## Demografía
Según la Oficina del Censo en 2000 los ingresos medios por hogar en la localidad eran de $29,375, y los ingresos medios por familia eran $29,375. Los hombres tenían unos ingresos medios de $21,667 frente a los $24,167 para las mujeres. La renta per cápita para la localidad era de $11,516. Alrededor del 19.5% de la población estaban por debajo del umbral de pobreza.

## Localidades adyacentes
Diagrama de las localidades a un radio de 16 km a la redonda de Hartly.